# Liolaemus pseudolemniscatus
La lagartija lemniscata falsa (Liolaemus pseudolemniscatus) es un reptil de la familia Liolaemidae endémico de Chile central.

## Descripción
Mide de 41 a 53 mm de largo hocico-cloaca y es de aspecto esbelto. Posee una escama auricular grande. Las escamas difieren de tamaño y forma según la posición corporal; las laterales del cuello, que está levemente plegado, son redondeadas y granulares; las del dorso son lanceoladas, quilladas e imbricadas; y las del vientre son grandes e imbricadas como las dorsales, pero difieren en que son redondeadas y lisas. Posee un dimorfismo sexual visible. El macho es más grande que la hembra y sólo éste posee de dos a tres poros precloacales. Es de coloración base café amarillenta, con banda occipital clara extendida por la cola y con machas negras transversales que la acompañan. Las hembras presentan un fondo pardo, con banda occipital grisácea, y supraoculares y suboculares amarillentas. Mezcladas con las bandas se disponen machas negras rectangulares y escamas blancas en la zona posterior. El vientre blanco presenta tintes anaranjados en el macho. De reproducción ovípara, coloca de dos a tres huevos. Su dieta consiste únicamente en insectos.